# Dinastía Gordiana
La dinastía Gordiana, duró poco y gobernó el Imperio Romano entre el 238 y el 244  d. C. La dinastía alcanzó el trono en 238  d. C., después de que Gordiano I y su hijo Gordiano II se levantaran contra el emperador Maximino el Tracio y fueran proclamados coemperadores por el Senado romano. Gordiano II fue asesinado por el gobernador de Numidia, Capiliano y Gordiano I se suicidó poco después, ya sea 21 o 36 días después de ser declarado emperador.

## Historia
El anciano Gordiano I y su hijo Gordiano II se sublevaron contra el emperador Maximino el Tracio y se autoproclamaron emperadores. Tras la repentina y trágica muerte de Gordiano II, Gordiano I se ahorcó por el sufrimiento de haber perdido a su hijo y tras apenas un mes de reinado desde la provincia de África proconsular, pues nunca llegaron hasta Roma.
El 22 de abril de 238, Pupieno y Balbino, que no eran de la dinastía Gordiana, fueron declarados coemperadores pero el Senado se vio obligado a nombrar a Gordiano III, hijo de la hija de Gordiano I, Antonia Gordiana, como tercer coemperador el 27 de mayo de 238, debido a las demandas del pueblo romano. Maximino intentó invadir Italia pero fue asesinado por sus propios soldados cuando su ejército se sintió frustrado. Después de esto, la Guardia Pretoriana mató a Pupieno y Balbino, dejando a Gordiano III como el único emperador.
El emperador más importante de esta dinastía fue el joven Gordiano III. Debido a su corta edad, 13 años cuando se convirtió en emperador, Gordiano III estaba controlado por otras figuras, probablemente su madre. Se desconoce quién lo influyó entre el momento en que se convirtió en emperador único en abril de 238 y su matrimonio con Tranquilina en 241. Sin embargo, se sabe que después de su matrimonio, Gordiano pasó a ser controlado por su nuevo suegro Timesteo. El gobierno indirecto de Timesteo sería de corta duración, ya que moriría en circunstancias misteriosas, posiblemente una enfermedad, en 243.
Durante la dinastía Gordiana, se realizaron varias reformas, principalmente en la administración provincial, la política fiscal y el ejército. Bajo Gordiano III, se hicieron reformas para limitar los juicios frívolos. También se prestó atención al fortalecimiento de las defensas de las fronteras romanas y al castigo de los abusos de poder en las provincias. A pesar de los esfuerzos de la dinastía, este período estuvo marcado por la agitación política y económica, Gordiano promulgó un rescripto que eliminó el estatuto de limitación de cuatro años para buscar la restitución de soldados y funcionarios estatales. De todos los rescriptos emitidos por Gordiano, el 13 por ciento fue para los soldados.
Durante su reinado, el Imperio Romano rindió tributo a los godos sistemáticamente, para prevenir ataques. La dinastía Gordiana revirtió la política de persecución de los cristianos establecida por Maximino, gran parte de la cual fue el enjuiciamiento de obispos y papas. Debido a que Gordiano III puso fin a esta persecución, Eusebio de Cesárea afirma que Gordiano III se convirtió al cristianismo y cumplió penitencia por los pecados de Maximino.
Gordiano III gobernó hasta el 244 d. C., cuando fue asesinado por Filipo el Árabe o muerto en la Batalla de Misiche (244). Con su muerte, la dinastía terminó y Filipo el Árabe se convirtió en el nuevo emperador.

## Emperadores de la dinastía
| Emperador         | Reinado                                   | Notas |
| Dinastía Gordiana | Dinastía Gordiana                         | Dinastía Gordiana |
| ----------------- | ----------------------------------------- | --- |
| Gordiano I        | 22 de marzo - 12 de abril de 238          | Procónsul de África; proclamado por el Senado en oposición a Maximiano.                                                             |
| Gordiano II       | 22 de marzo - 12 de abril de 238          | Coemeprador junto a su padre. Murió durante la Batalla de Cartago.                                                                  |
| Pupieno           | 22 de abril - 29 de julio de 238          | Elegido por el Senado con Balbino. Asesinado por la guardia pretoriana.                                                             |
| Balbino           | 22 de abril - 29 de julio de 238          | Elegido por el Senado con Pupenio. Asesinado por la guardia pretoriana.                                                             |
| Gordiano III      | 29 de julio de 238 - 11 de febrero de 244 | Nieto de Gordiano I y sobrino de Gordiano II; césar de Pupenio y Balbino. Asesinado por Filipo el Árabe tras la Batalla de Misiche. |

| Predecesor: Año de los seis emperadores | Dinastía Gordiana 238-244 | Sucesor: Filipo el Árabe |